# 유리박물관 (베네치아)

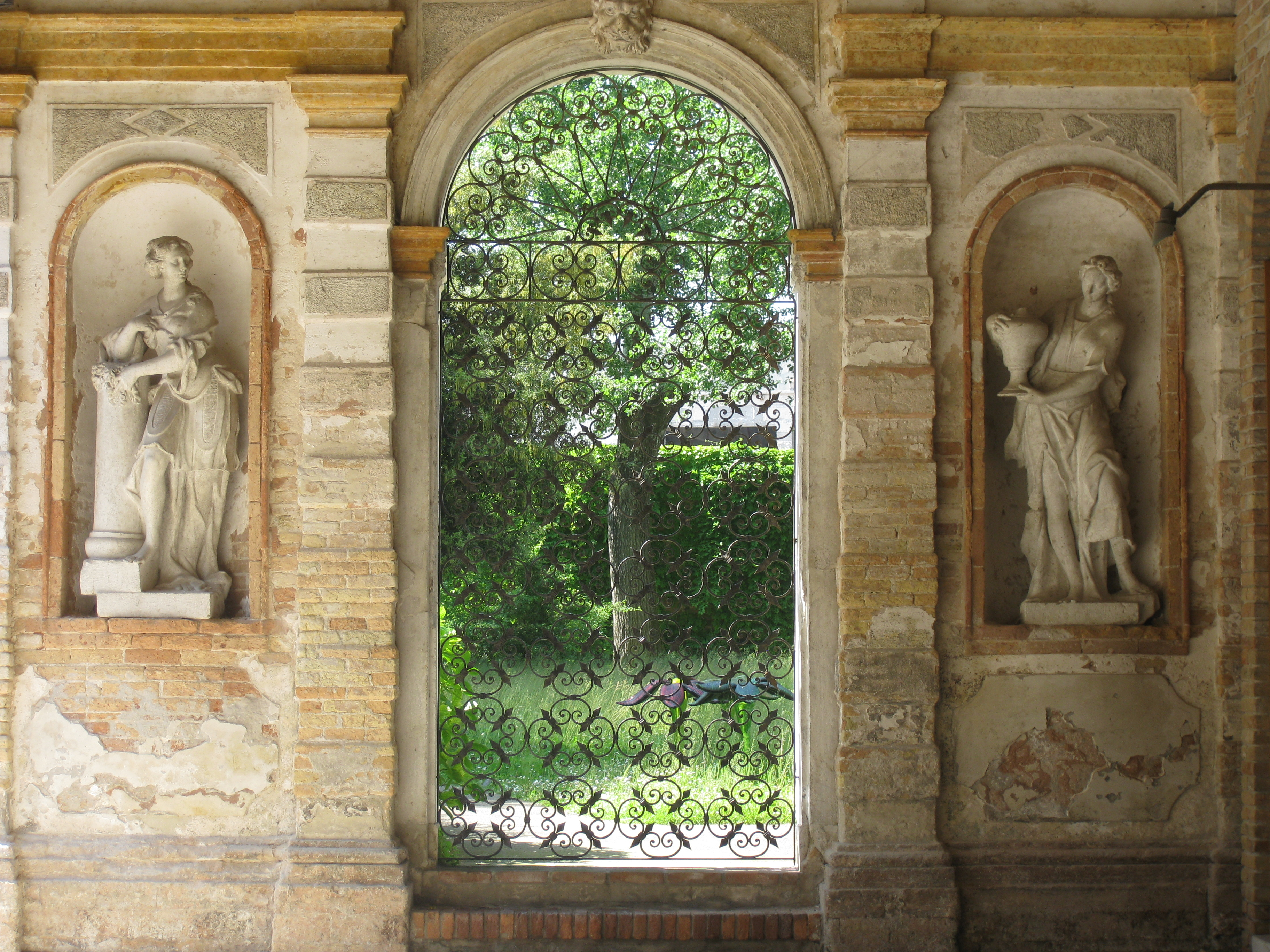
유리박물관

유리박물관(이탈리아어: Museo del vetro)은 이탈리아 베네치아 무라노 섬의 유리박물관이다. 박물관은 원래 고대 로마 귀족이 고딕 건축으로 지은 저택이었다. 그 후 토르첼로의 주교 마르코 주스티니안의 저택이되어 1861년에 현재의 유리박물관이 되었다. 박물관은 바포레토 Museo 정류장에 가까우며, 11개의 베네치아 미술관 등으로 구성된 베네치아 시민 박물관 재단 (MUVE)의 멤버 중 하나이다.